# Ctenosaura defensor
Ctenosaura defensor là một loài kỳ nhông đặc hữu của bán đảo Yucatán, México. Môi trường sống của chúng đang suy giảm. Chúng còn bị bắt để làm thú nuôi trong nhà. Số cá thể có thể giảm thiểu đến 30% trong vòng 10 năm tới. Người ta ước lượng chúng chỉ còn khoảng vài ngàn con.